# Cheumatopsyche kirimaduwa
Cheumatopsyche kirimaduwa är en nattsländeart som först beskrevs av Schmid 1958.  Cheumatopsyche kirimaduwa ingår i släktet Cheumatopsyche och familjen ryssjenattsländor. Inga underarter finns listade i Catalogue of Life.